# Ungern i olympiska sommarspelen 1912
Ungern deltog med 121 deltagare vid de olympiska sommarspelen 1912 i Stockholm. Totalt vann de tre guldmedaljer, två silvermedaljer och tre bronsmedaljer.

## Medaljer

### Guld
- Jenő Fuchs - Fäktning, sabel.
- Jenő Fuchs, László Berti, Ervin Mészáros, Dezső Földes, Oszkár Gerde, Zoltán Schenker, Péter Tóth och Lajos Werkner - Fäktning, sabel.
- Sándor Prokopp - Skytte.

### Silver
- Béla Békessy - Fäktning, sabel.
- József Bittenbinder, Imre Erdődy, Samu Fóti, Imre Gellért, Győző Haberfeld, Ottó Hellmich, István Herczeg, József Keresztessy, Lajos Kmetykó, János Krizmanich, Elemér Pászti, Árpád Pédery, Jenõ Rittich, Ferenc Szüts, Ödön Téry och Géza Tuli - Gymnastik, mångkamp.

### Brons
- Béla Varga - Brottning, grekisk-romersk stil, lätt tungvikt.
- Mór Kóczán - Friidrott, spjutkastning.
- Ervin Mészáros - Fäktning, sabel.